# Raszlavica
Raszlavica (szlovákul: Raslavice) község Szlovákiában, az Eperjesi kerület Bártfai járásában. Magyar- és Tótraszlavica egyesítésével jött létre.

## Fekvése
Bártfától 20 km-re délre, a Szekcső-patak partján fekszik.

## Története
Raszlavica a Szekcső-patak felső folyásának legősibb települése, ahol már a Nagymorva Birodalom korából is tártak fel sírokat.
A 12. században erre vezetett át a Bártfán keresztül Lengyelországba menő kereskedelmi út, melyet II. István király itt talált pénze is bizonyít. A települést 1261-ben István ifjabb király adománylevelében említik először. A 13. században „Razlo”, „Razlauch”, „Razlofolde”, „Razlofalua” alakban szerepel az oklevelekben.
A község két részből: Alsó- (vagy Magyar-) és Felső- (vagy Tót-) Raszlavicából állt, melyeket a Szekcső patak választott el egymástól.
A trianoni diktátum előtt mindkét település Sáros vármegye Bártfai járásához tartozott.
1971-ben egyesítették Magyarraszlavicát Tótraszlavicával.

## Népessége
| Év:            | 1994. | 2004.    | 2014.   | 2024.   |
| -------------- | ----- | -------- | ------- | ------- |
| Emberek száma: | 2307  | 2585     | 2721    | 2802    |
| Eltérés:       |       | +12,05 % | +5,26 % | +2,97 % |

| Év:            | 2023. | 2024.   |
| -------------- | ----- | ------- |
| Emberek száma: | 2774  | 2802    |
| Eltérés:       |       | +1,00 % |

1910-ben Magyarraszlavica 366 lakosából 243 szlovák, 44 magyar anyanyelvű volt, jelentős cigány kisebbséggel. Tótraszlavica 644 lakosából 537 szlovák, 62 magyar anyanyelvű volt, jelentős cigány kisebbséggel.
2001-ben 2484 lakosából 2385 szlovák és 82 cigány volt.
2011-ben 2688 lakosából 2464 szlovák és 148 cigány.
2021-ben 2792 lakosából 2726 (+10) szlovák, 40 (+90) cigány, 2 (+10) ruszin, 13 (+6) egyéb és 11 ismeretlen nemzetiségű volt.

## Neves személyek
- Magyarraszlavicán született 1863-ban Kohányi Tihamér magyar hírlapíró, lapszerkesztő, a clevelandi magyar nyelvű Szabadság című lap alapítója és főszerkesztője több mint húsz éven át.
- Itt hunyt el 1879-ben Hollán Viktor országgyűlési képviselő.

## Nevezetességei
- Az alsóraszlavicai falurészen álló egykori plébániatemplom a 13. század közepéből származik, ma evangélikus templom.
- Szent József tiszteletére szentelt római katolikus temploma a 18. században épült, nagy park övezi.
- Másik római katolikus temploma Szűz Mária tiszteletére van szentelve, 1990-ben kezdték el építeni.
- A felső kastély a 17. század közepén épült, jelenleg Szent József kolostorként működik, amely az Isteni Megváltóról Nevezett Nővérek rendje kezelésében van.
- Az alsó kastély a 19. század közepén épült klasszicista stílusban, eleinte a Hedry családé volt, majd annak férfi ágon történő kihalása után a Czehy családé lett.
- Zsinagóga.
- A falu gazdag népművészeti hagyományokkal rendelkezik.
- A népművészeti tárgyakat kiállítás mutatja be.

## Külső hivatkozások
- Hivatalos oldal
- Községinfó
- Raszlavica Szlovákia térképén
- A raszlavicai népi együttes honlapja
- Tourist-channel.sk
- E-obce.sk Archiválva 2020. július 14-i dátummal a Wayback Machine-ben

## Lásd még
- Magyarraszlavica
- Tótraszlavica